# Cropani
Cropani  (API: [kroˈpaːni])  est une commune italienne d'environ 4 830 habitants (2019),   située dans la province de Catanzaro dans la région Calabre.

## Géographie

### Territoire
La majeure partie du territoire est occupé par le maquis méditerranéen et par des champs d'oliveraies. La zone de la commune où se trouve le centre urbain de Cropani Superiore (siège municipal) est très accidentée.
Le fleuve Crocchio travers le territoire communal d'un bout à l'autre avant de se jeter dans la mer Ionienne, où niveau du hameau de Culturella di Cropani. Toujours en bord de mer et dans la zone la moins accidentée de la commune se trouve le second centre urbain par sa taille, Cropani Marina. Au total, l'altitude moyenne de la commune est de 704 mètres.

### Climat
| Mois                                | jan. | fév. | mars | avril | mai | juin | jui. | août | sep. | oct. | nov. | déc. | année |
| ----------------------------------- | ---- | ---- | ---- | ----- | --- | ---- | ---- | ---- | ---- | ---- | ---- | ---- | ----- |
| Température minimale moyenne (°C)   | 6    | 6    | 7    | 9     | 12  | 16   | 20   | 20   | 17   | 14   | 10   | 7    | 12    |
| Température moyenne (°C)            | 10   | 10   | 11   | 14    | 18  | 22   | 26   | 25   | 22   | 18   | 14   | 11   | 16,8  |
| Température maximale moyenne (°C)   | 13   | 13   | 15   | 18    | 23  | 27   | 31   | 30   | 27   | 22   | 17   | 14   | 20,8  |
| Ensoleillement (h)                  | 4    | 5    | 6    | 7     | 8   | 9    | 10   | 9    | 8    | 6    | 5    | 4    | 6,8   |
| Précipitations (mm)                 | 90   | 55   | 75   | 39    | 25  | 8    | 11   | 18   | 48   | 103  | 106  | 104  | 682   |
| Nombre de jours avec précipitations | 10   | 9    | 6    | 5     | 3   | 3    | 1    | 1    | 8    | 12   | 9    | 8    | 75    |
| Humidité relative (%)               | 75   | 73   | 72   | 72    | 68  | 62   | 57   | 62   | 64   | 74   | 78   | 75   | 69,3  |

| Diagramme climatique                                  |       |       |       |        |       |        |        |        |         |         |        |
| J                                                     | F     | M     | A     | M      | J     | J      | A      | S      | O       | N       | D      |
| 13690                                                 | 13655 | 15775 | 18939 | 231225 | 27168 | 312011 | 302018 | 271748 | 2214103 | 1710106 | 147104 |
| Moyennes : • Temp. maxi et mini °C • Précipitation mm |       |       |       |        |       |        |        |        |         |         |        |

## Administration
| Période | Période | Identité           | Étiquette                | Qualité |
| ------- | ------- | ------------------ | ------------------------ | ------- |
| 1988    | 1999    | Pasquale Capellupo | Parti communiste italien | Maire   |
| 1999    | 2005    | Antonio Grano      | Indépendant              | Maire   |
| 2006    | 2007    | Antonio Grano      | Indépendant              | Maire   |
| 2007    | 2008    | Pierluigi Colosimo | Indépendant              | Maire   |
| 2009    | 2017    | Bruno Colosimo     | Indépendant              | Maire   |

### Hameaux
Cropani Marina, Cuturella

### Communes limitrophes
Andali, Botricello, Cerva, Sellia Marina, Sersale